# Layers of Fear
Layers of Fear (укр. Шари страху) — відеогра в жанрі психологічний горор, розроблена польською студією Bloober Team і видана Aspyr. У Layers of Fear гравець управляє художником з психічним розладом, який намагається завершити свій шедевр. Ігровий процес від першої особи являє собою дослідження вікторіанського маєтку з метою пошуку необхідних для створення картини предметів і розкриття тривожних секретів про життя художника і його сім'ї. Будинок, по якому пересувається гравець, відображає нестабільний стан головного героя і постійно змінює обстановку, щоб проілюструвати зростаюче безумство художника.
Гра була випущена на Microsoft Windows, Linux, PlayStation 4 і Xbox One 16 лютого 2016 року. 21 лютого 2018 року побачила Layers of Fear: Legacy - версія гри для Nintendo Switch.
2 серпня 2016 року вийшло доповнення Layers of Fear: Inheritance (укр. Шари страху: Спадщина), що є сюжетним продовженням гри. В DLC гравець керує дочкою художника, яка повертається до свого старого дому. Досліджуючи його, вона знову переживає похмурі спогади про своє дитинство і намагається розібратися в минулому батька, щоб знайти можливість пробачити його.
25 жовтня 2018 року було оголошено про розробку Layers of Fear 2. Тоді ж був представлений перший тизер. Вихід відбувся 29-го травня 2019 року.

## Геймплей
Гравець керує художником, який повертається до своєї майстерні. Його первинна мета - закінчити свій шедевр, а роль гравця - з'ясувати, як це завдання можна виконати. Гравець досліджує вікторіанський маєток, вивчає його, щоб знайти візуальні підказки і різні головоломки. На початку гри будинок здається звичайним, але, просуваючись по сюжету, обстановка навколо гравця змінюється, часто виникають скрімери. Ці зміни забезпечують появу нових головоломок.
Гра розділена на 6 розділів, в кожній з яких потрібно знайти предмет, необхідний для завершення картини. Також при дослідженні будинку гравець може відшукати різні предмети, записки, малюнки, які розкривають деякі сторони життя художника, в тому числі сталася сімейну трагедію. Частина з них представлена у вигляді діалогових спогадів.

## Сюжет
Безіменний головний герой (у ігрових документах його ім'я приховане - затерте, вирізане, випалене тощо) повертається додому з судового засідання. Трохи оглянувши свій будинок, він направляється в майстерню, щоб почати роботу над своїм шедевром. Після додавання першого шару у нього починаються галюцинації про його минуле.
Головний герой був амбітним молодим художником. Він вів привілейованя життя в розкішному маєтку, був одружений з талановитою піаністкою. Свою дружину художник використовував в якості моделі для своїх картин, вона була його музою. Але після народження дочки, герой став менше часу приділяти своїй дружині. Його талант, з часом, став повільно згасати, що виливалося в часте вживання алкоголю. Художник відганяв від себе своїх друзів і малював страшні роботи для простих завдань, включаючи набір кривавих ілюстрацій для «Червоної шапочки». Також він став чути звуки пересуваються по дому щурів, що було наслідком розвивається шизофренії. Після довгого періоду забуття дружина вирішила спалити картини свого чоловіка. В той момент художник був у п'яному стані, що спричинило за собою конфлікт, в результаті якого дружина разом з дочкою пішла з дому. Герой намагався зателефонувати і попросити вибачення, але безуспішно. Незабаром йому повідомили, що його дружина дивом вижила під час пожежі. У підсумку вона була прикута до інвалідного візка і жахливо знівечена.
Після пожежі художник забрав свою дружину і дочку додому, щоб піклуватися про них. Однак його алкогольна залежність тривала. Після відновлення у дружини здатності ходити, художник все також нехтував дружиною, оскільки вважав, що їй не вистачає краси. Після чергової п'яної витівки чоловіка, дружина наклала на себе руки, перерізавши собі вени на зап'ясті. Самогубство подружжя, творча криза, а також позбавлення батьківських прав звело художника з розуму. І щоб завершити свій шедевр, картину, яку він хотів давно створити, художник використовував 6 частин тіла своєї дружини: шкіра - полотно картини, кров - фарба, пучок волосся - кисть, товчена кістка - ґрунтовка, палець, призначений для розмазування і око - як спостерігач, що оцінює роботу.
У грі присутні 3 різні кінцівки, які залежать від дій гравця протягом гри.
- Перша кінцівка. Художник створює шедевр - портрет, на якому зображена його дружина. Як тільки він відступає від картини, щоб захопитися нею, фігура подружжя перетворюється в знівечену і насміхається над ним. З жахом художник вистачає картину і жбурляє її в кімнату, де багато також сміються над героєм картин. Таким чином, довгі роки автор багаторазово трудився над портретом дружини, намагаючись його покращити. Повернувшись в майстерню, художник починає працювати над новою картиною. Щоб отримати цю кінцівку, необхідно хоча б раз «померти».
- Друга кінцівка. Шедевр художника - автопортрет. Будучи повністю задоволеним, герой вирішує повісити картину в кімнаті нагорі. У наступному кадрі показують шедевр художника, який представлений на виставці в музеї серед інших відомих вікторіанських художників. Щоб отримати цю кінцівку, необхідно жодного разу не «померти».
- Третя кінцівка. Шедевр художника - картина, на якій зображені дружина і дочка героя. Розглядаючи її, автор усвідомлює жахливі помилки, які він зробив. Художник розуміє, що повернути свою сім'ю вже не вийде, скільки не намагайся. Він бере картину і йде в горницю. Там художник підпалює її разом зі своїми попередніми роботами, а в завершенні сцени підставляє під вогонь себе. Щоб отримати цю кінцівку, необхідно «помирати» від контакту з привидом дружини, не пропускаючи жодної зустрічі.

## Картини
У грі представлена велика кількість картин відомих художників. Більшість картин у грі спотворені через психічні розлади головного героя. 

Нижче представлені деякі з цих картин.

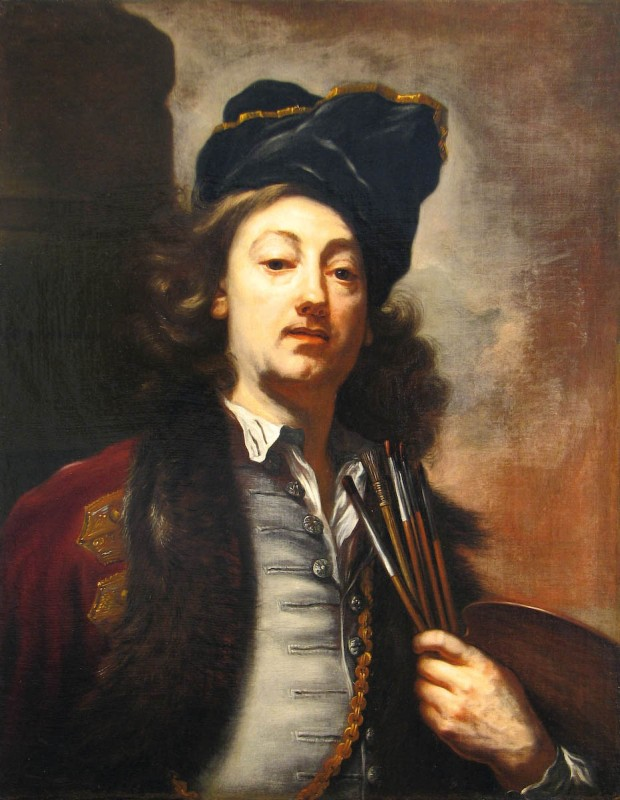
Антоні Шон'янс. Автопортрет. (17 століття)
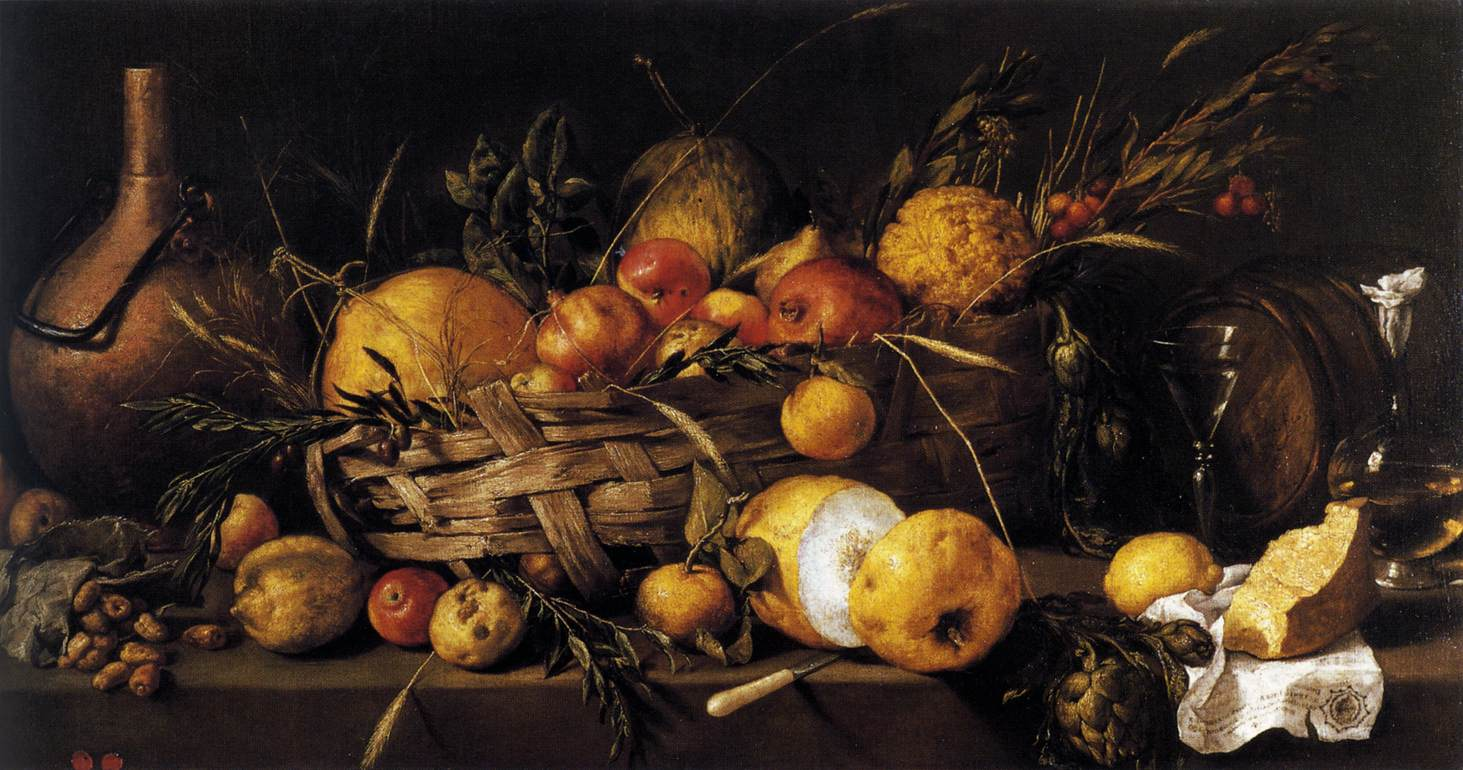
Антоніо де Переда. Натюрморт з фруктами (1650)
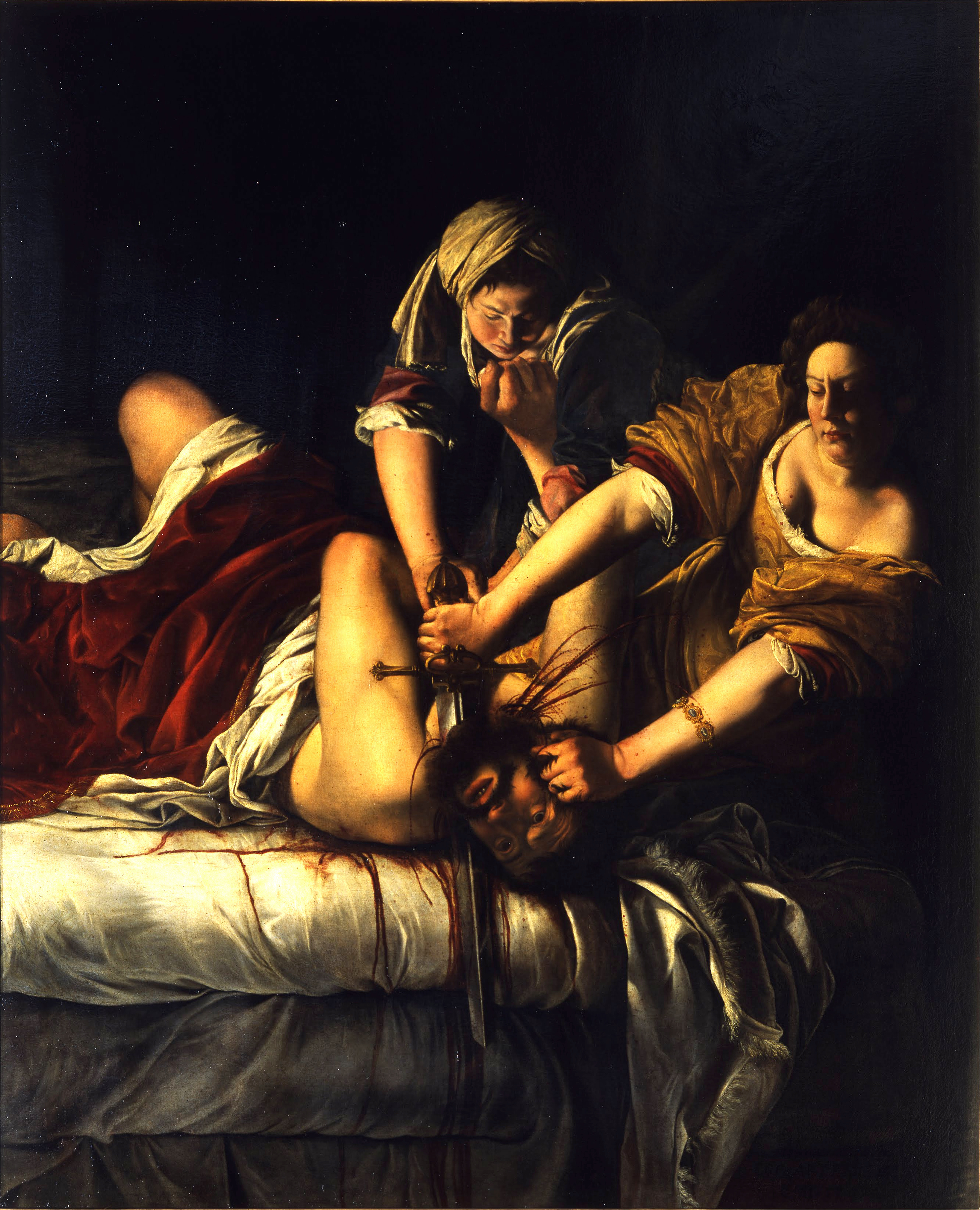
Артемізія Джентілескі. Юдіф відрізає голову Олоферну (1614)
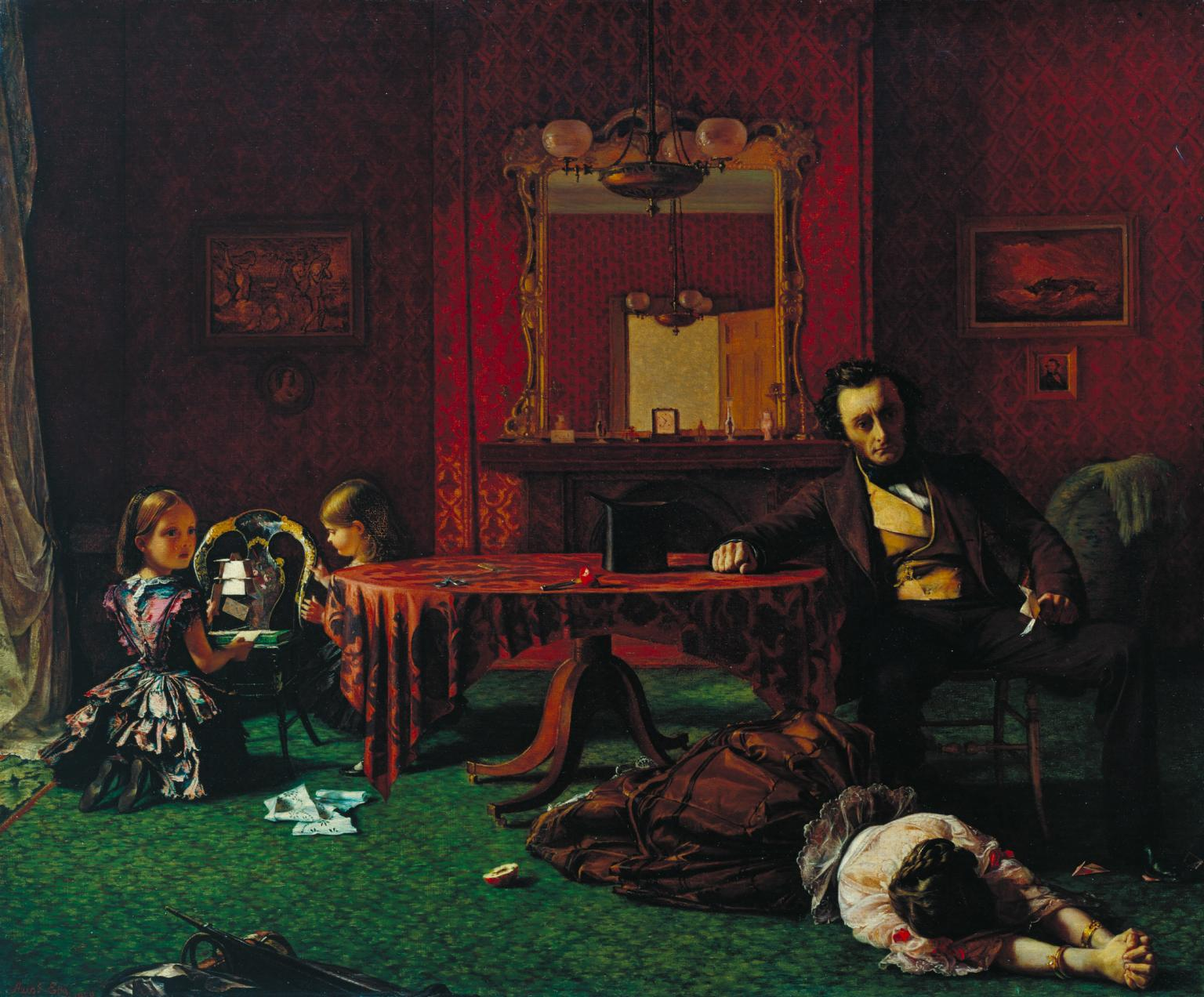
Август Леопольд Егг. Минуле і теперішнє №1 - Лихо (1858)
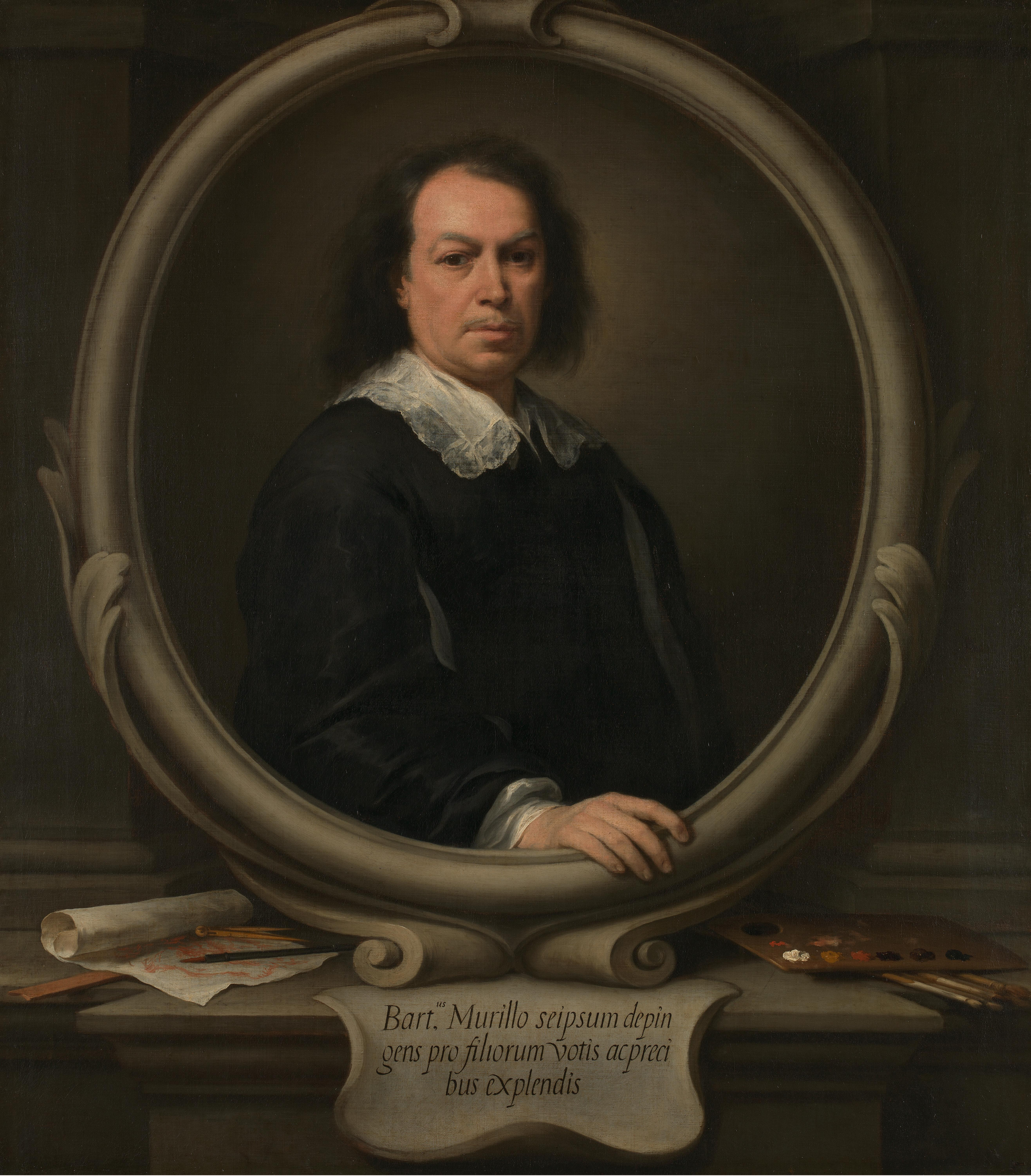
Бартоломе Естебан Мурільйо. Автопортрет (1670-1673)
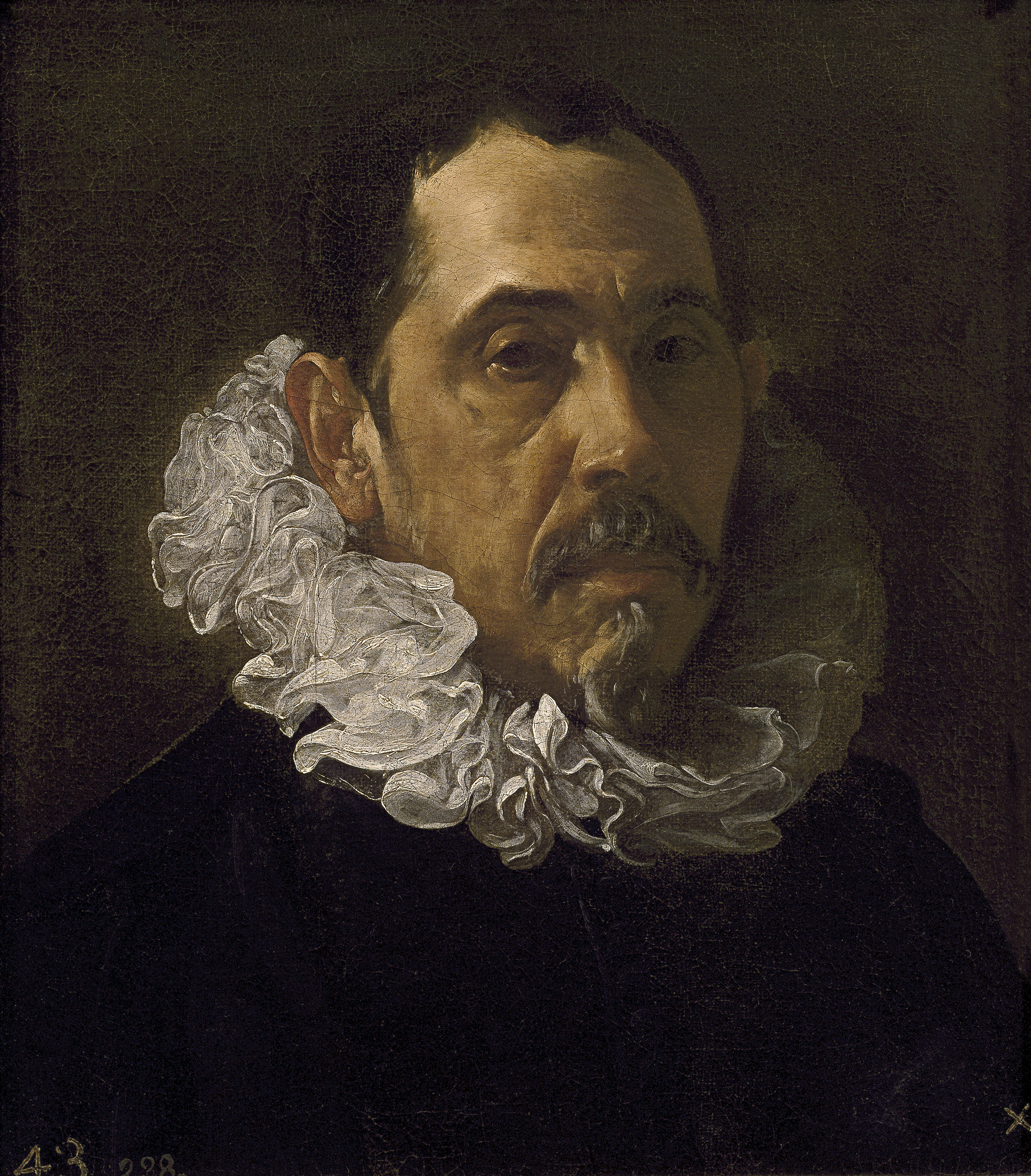
Дієго Веласкес. Портрет Франсіско Пачеко (1622)
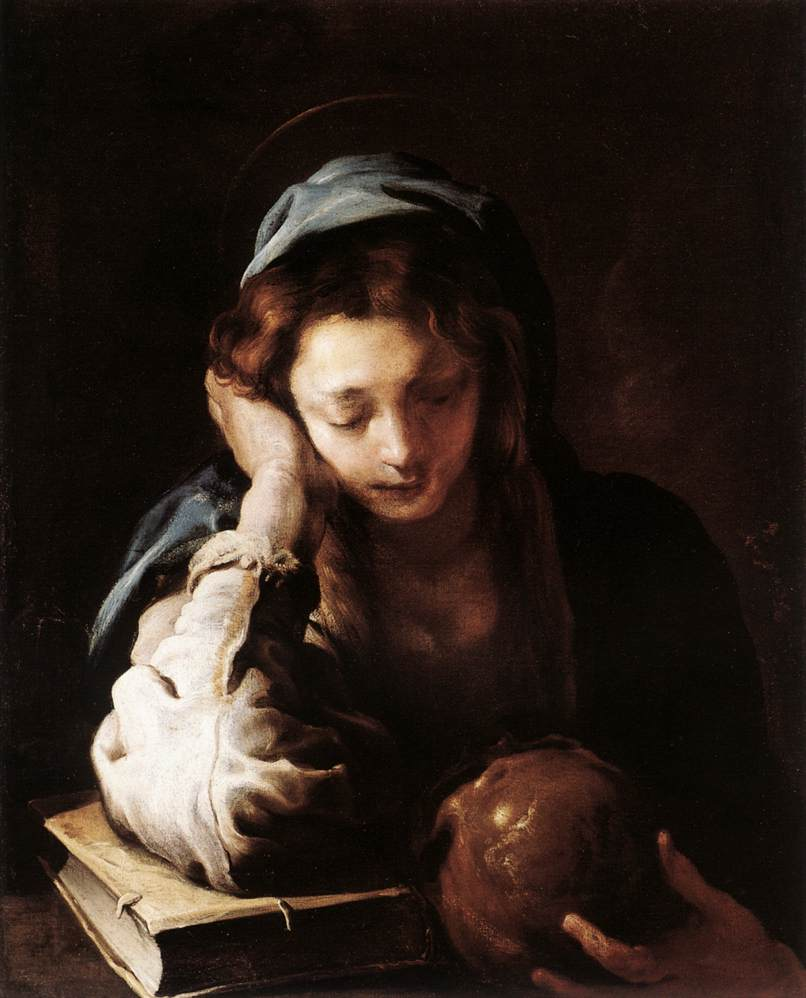
Доменіко Фетті. Каяття святої Марії Магдалини (1617-1621)
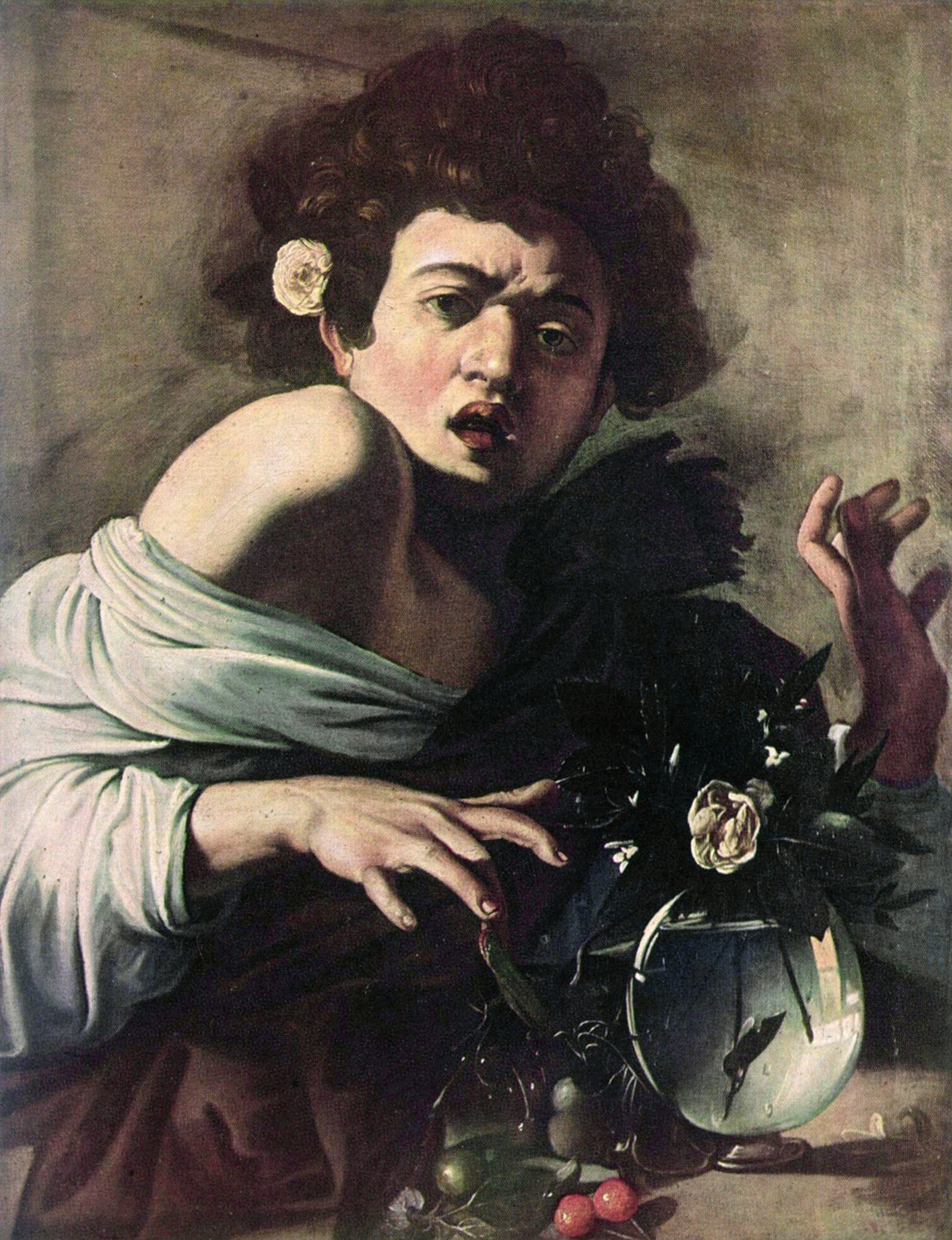
Мікеланджело де Караваджо. Хлопчик, вкушений ящіркою (1593)
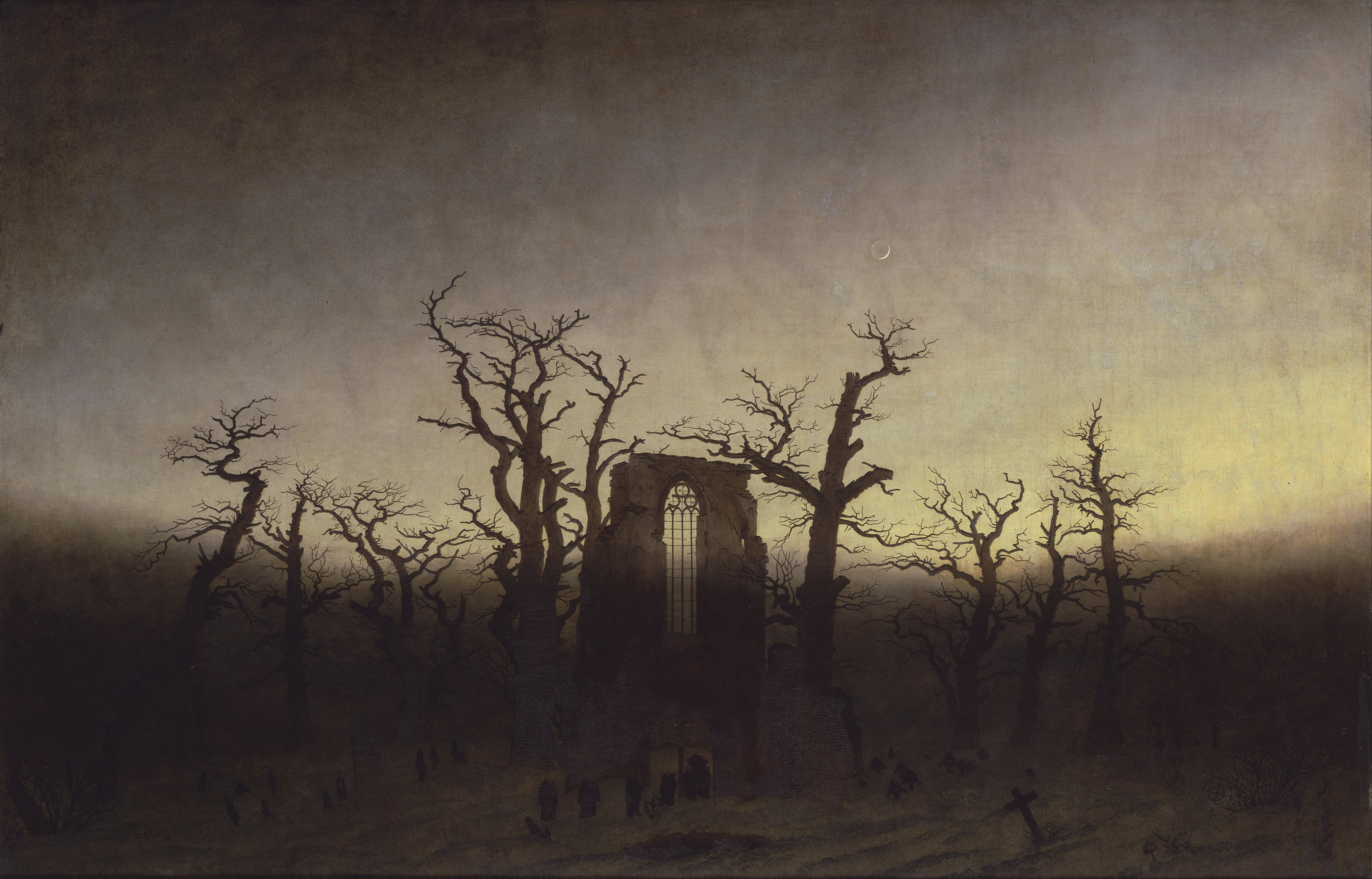
Каспар Давид Фрідріх. Абатство в дубовому лісі (1810)
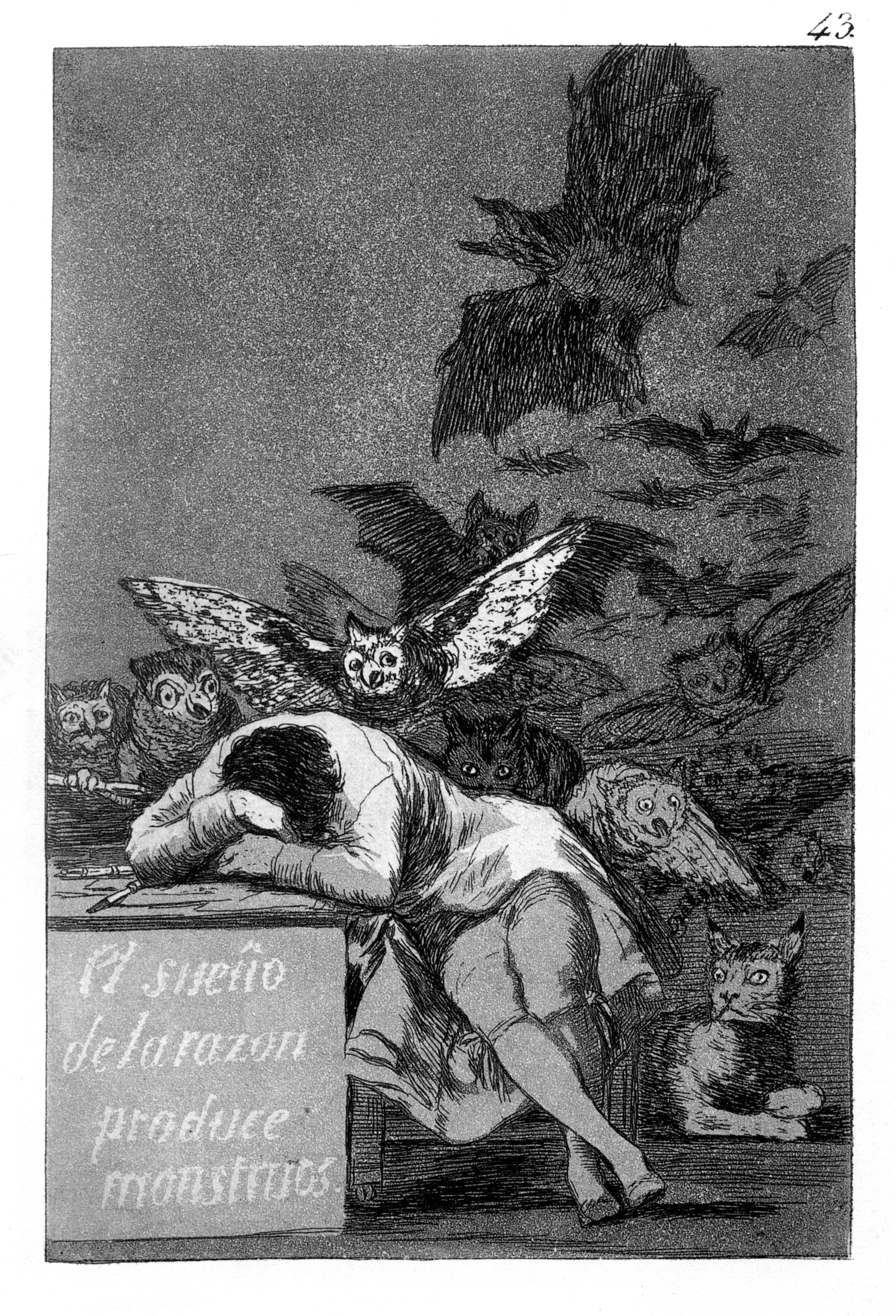
Франсіско Гойя. Сон розуму породжує чудовиськ (1797-1798)
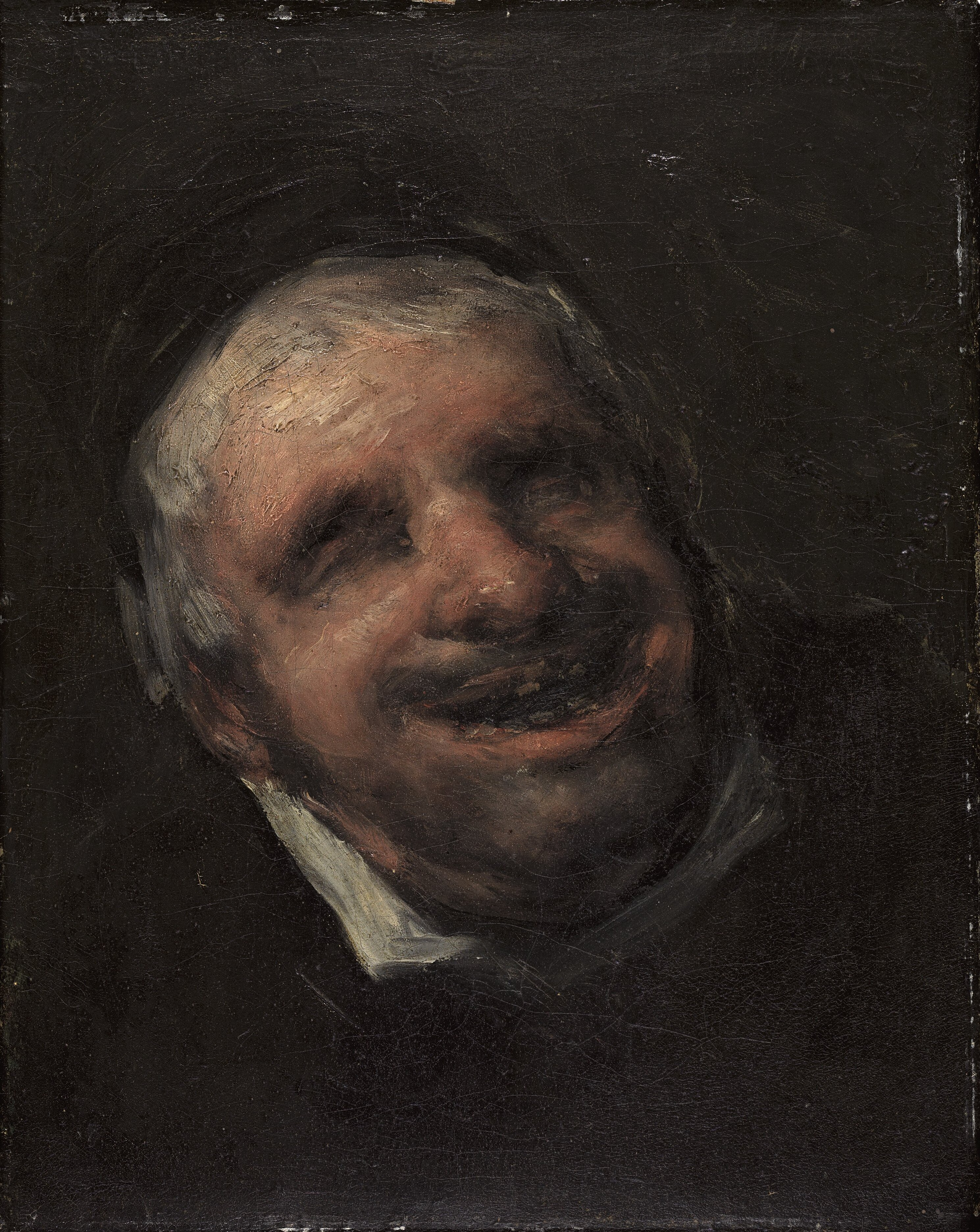
Франсіско Гойя. Дядько Пакет (1819-1820)
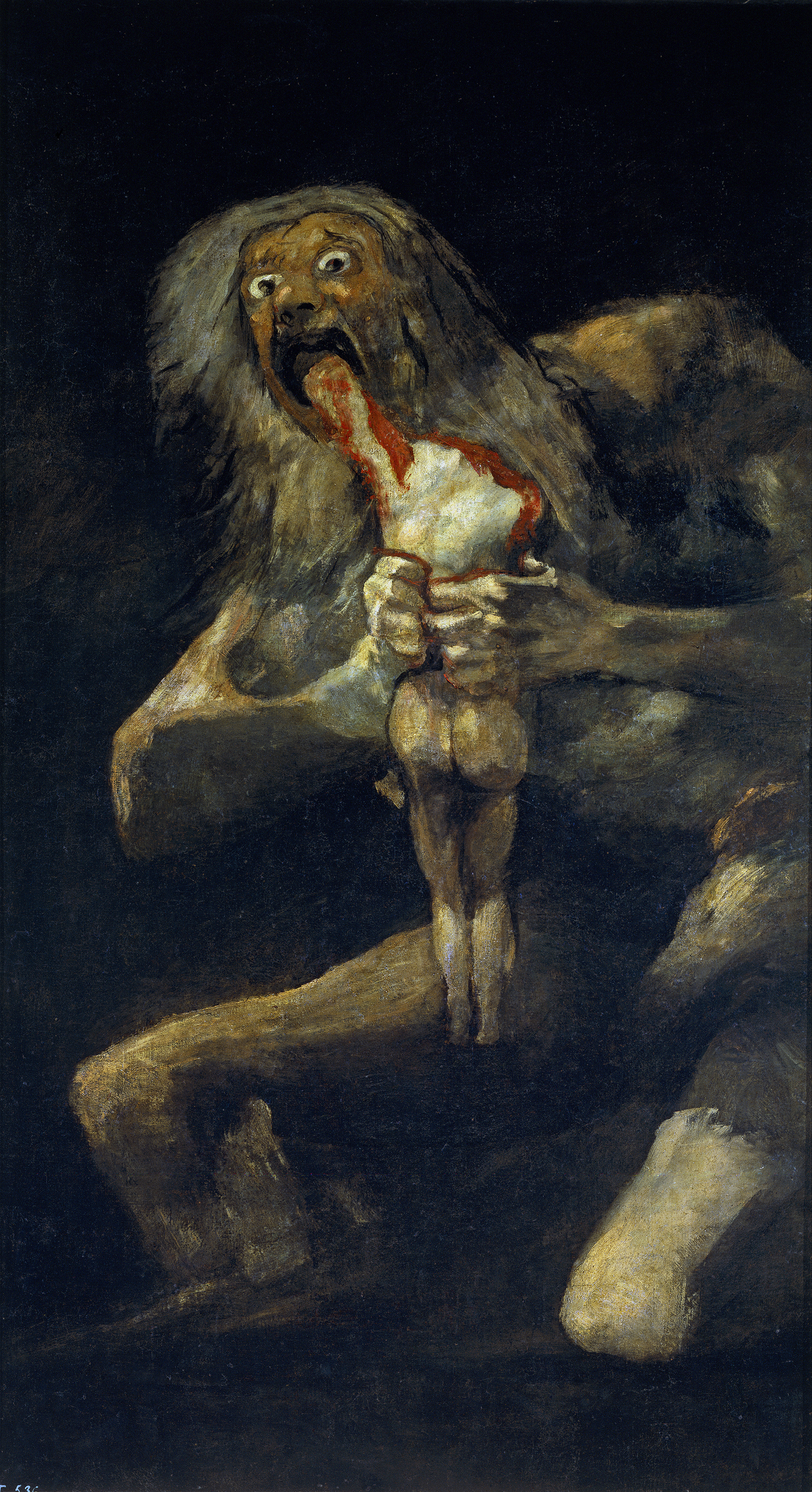
Франсіско Гойя. Сатурн пожирає свого сина (1819-1823)
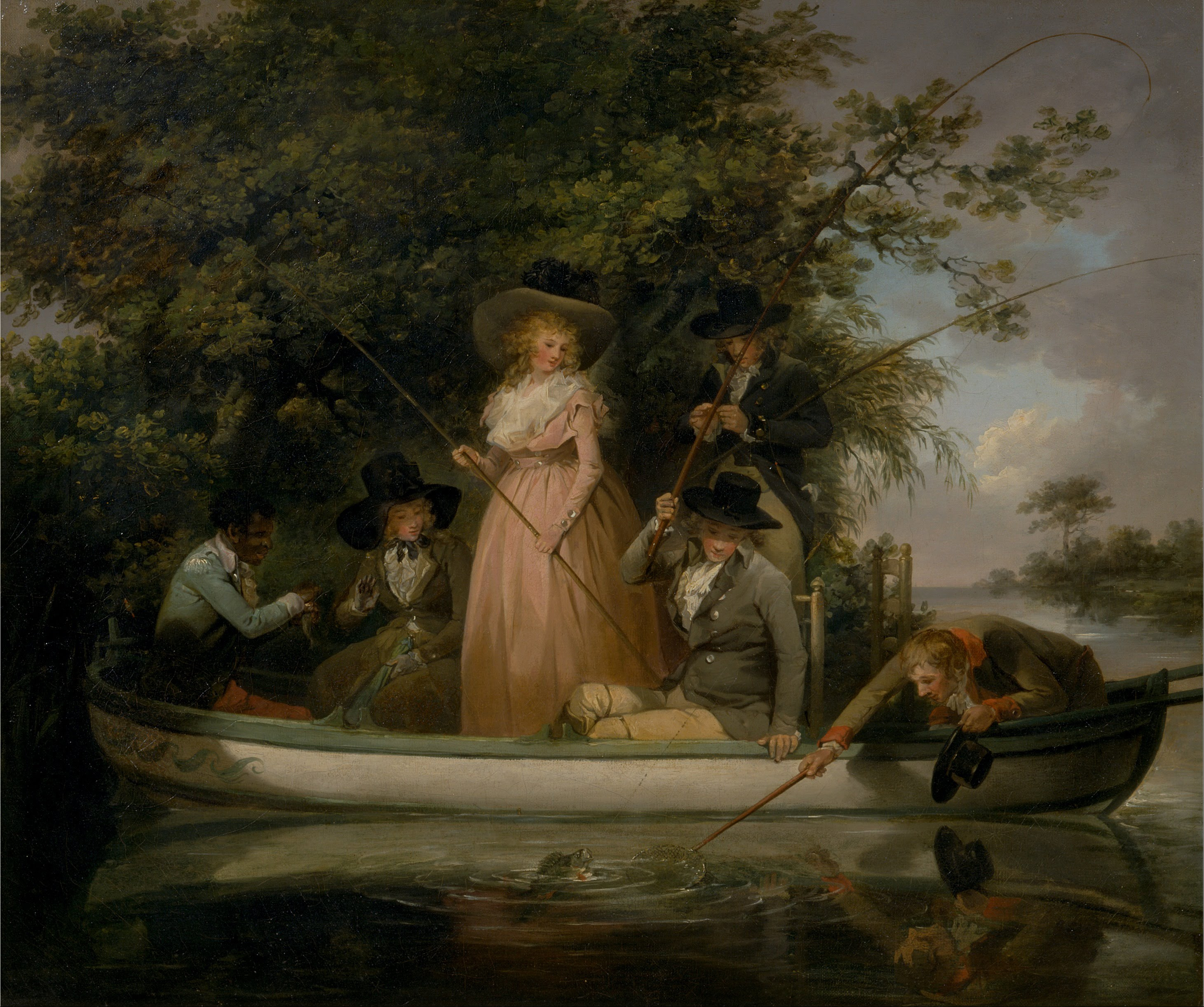
Джордж Морленд. Риболовля (1789)
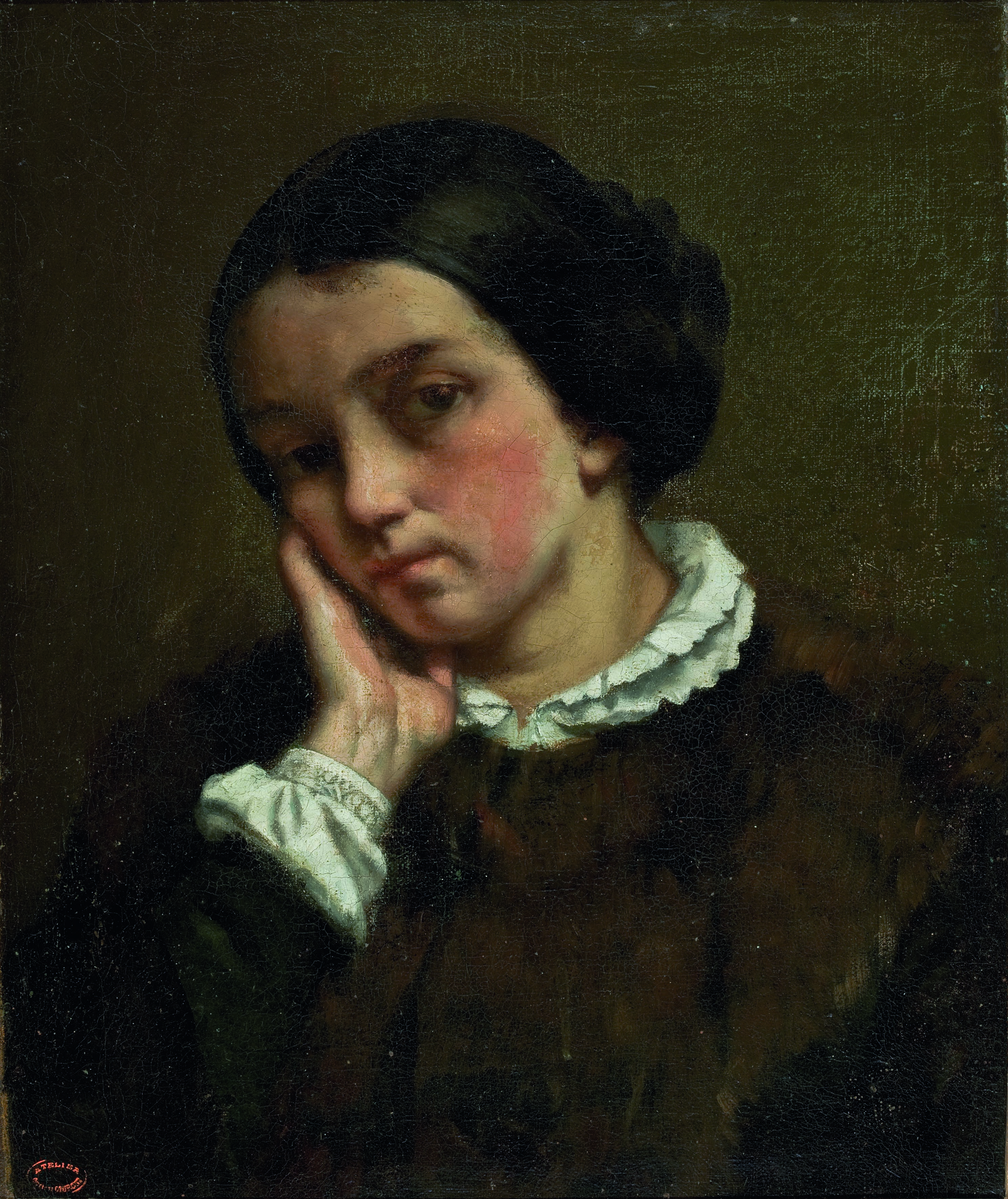
Гюстав Курбе. Портрет Целі Кюрбе (1847)
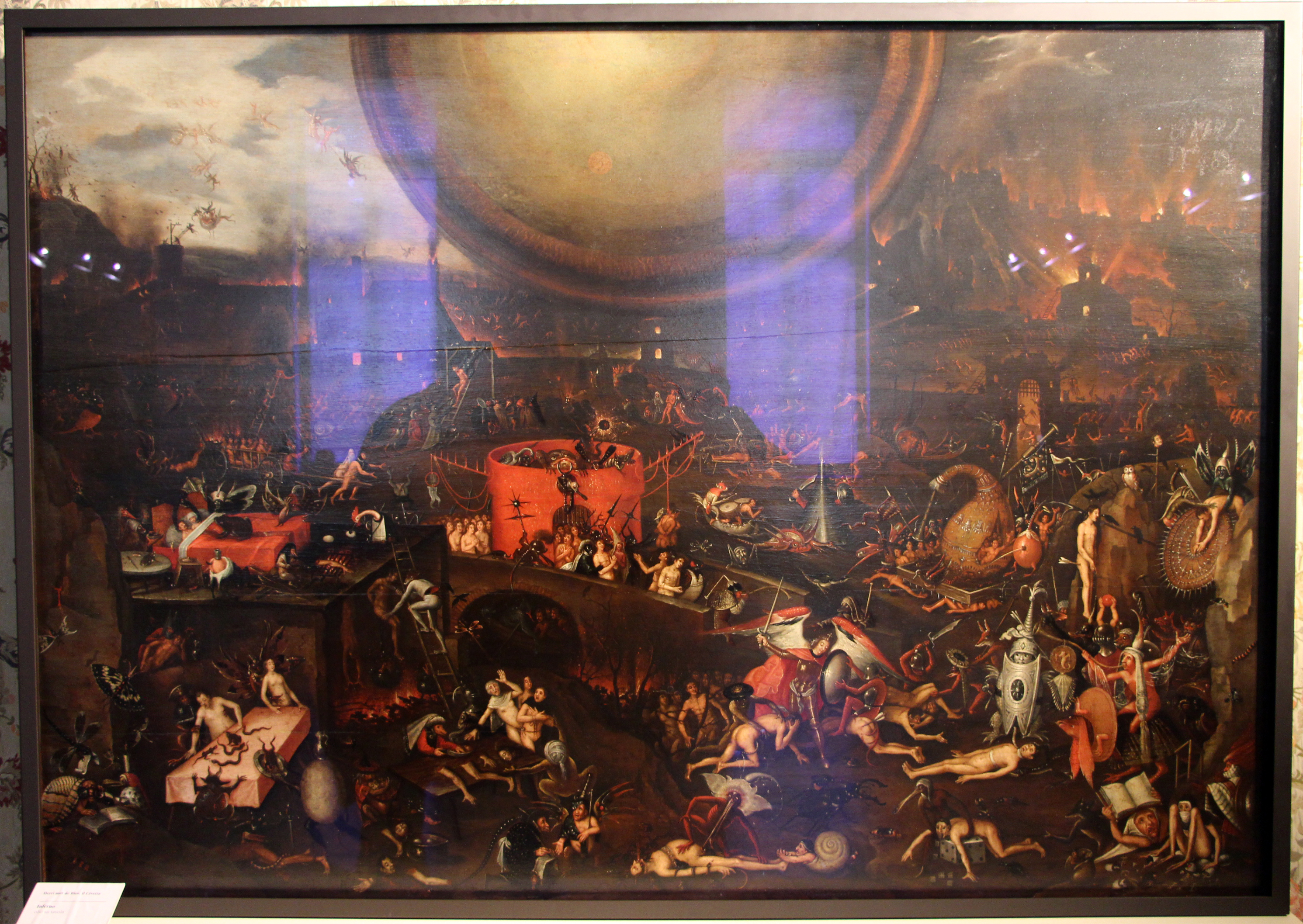
Геррі мет де Блес. Пекло (16 століття)
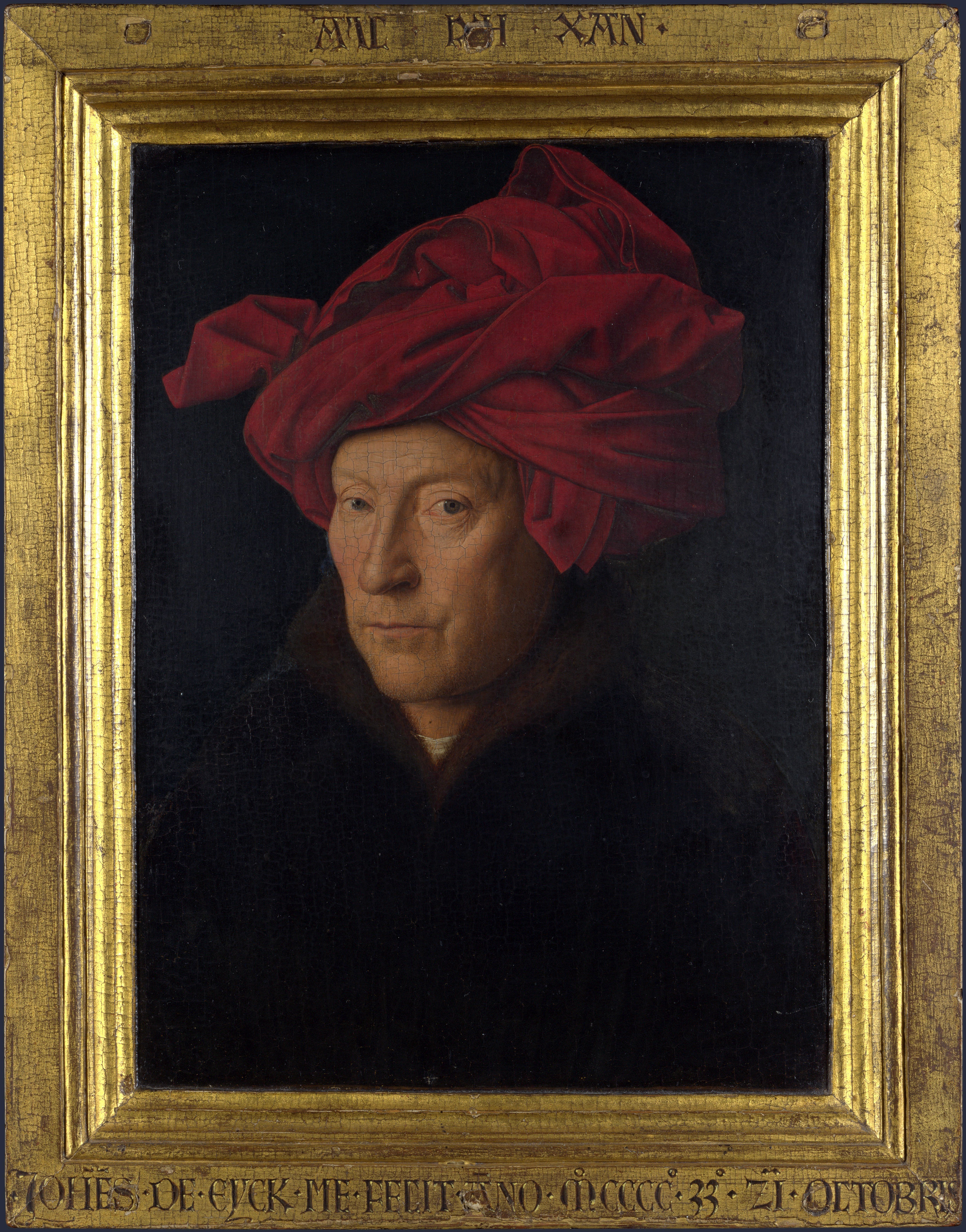
Ян ван Ейк. Портрет чоловіка в червоному тюрбані (1433)
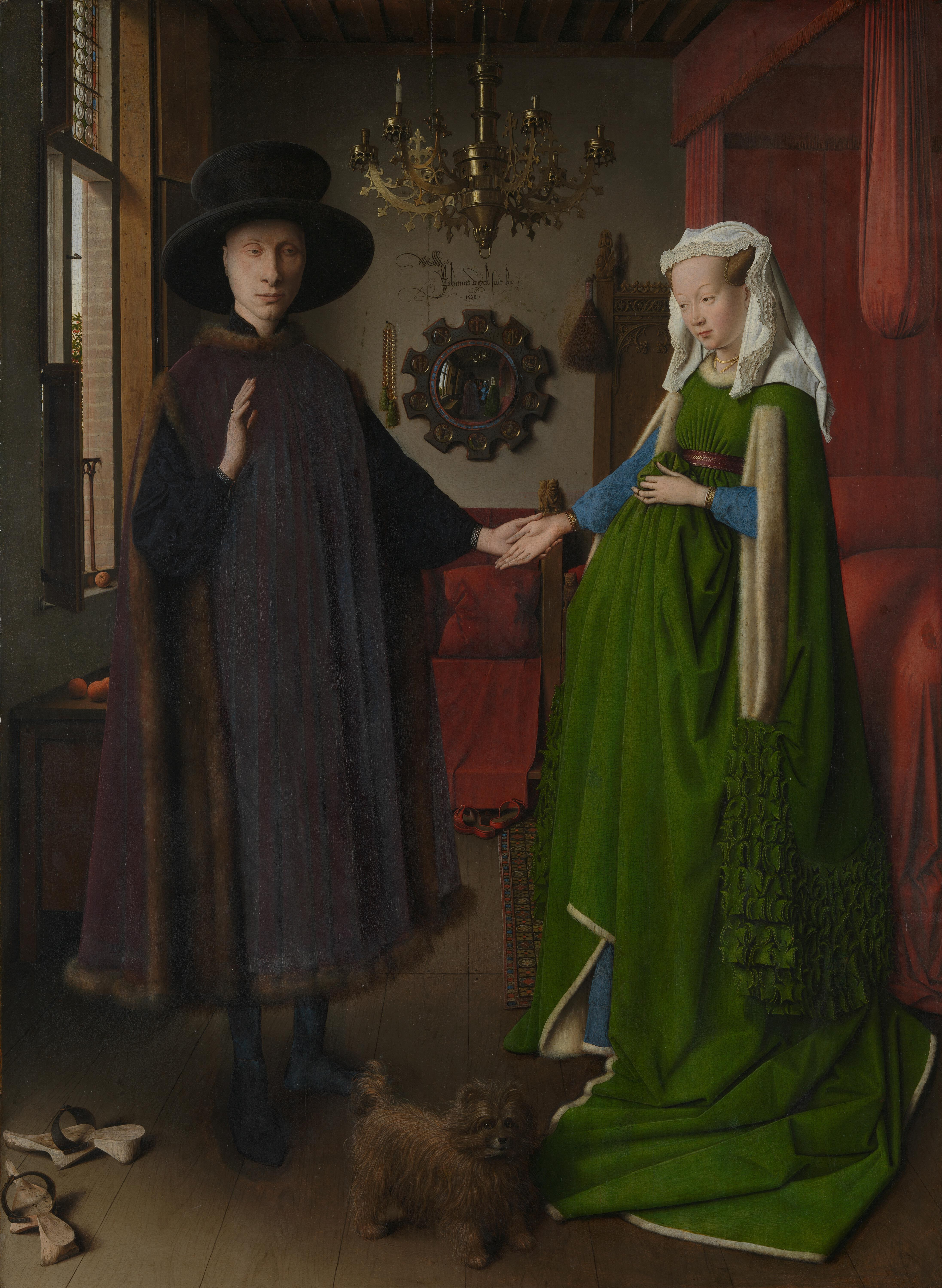
Ян ван Ейк. Портрет Арнольфіні (1434)
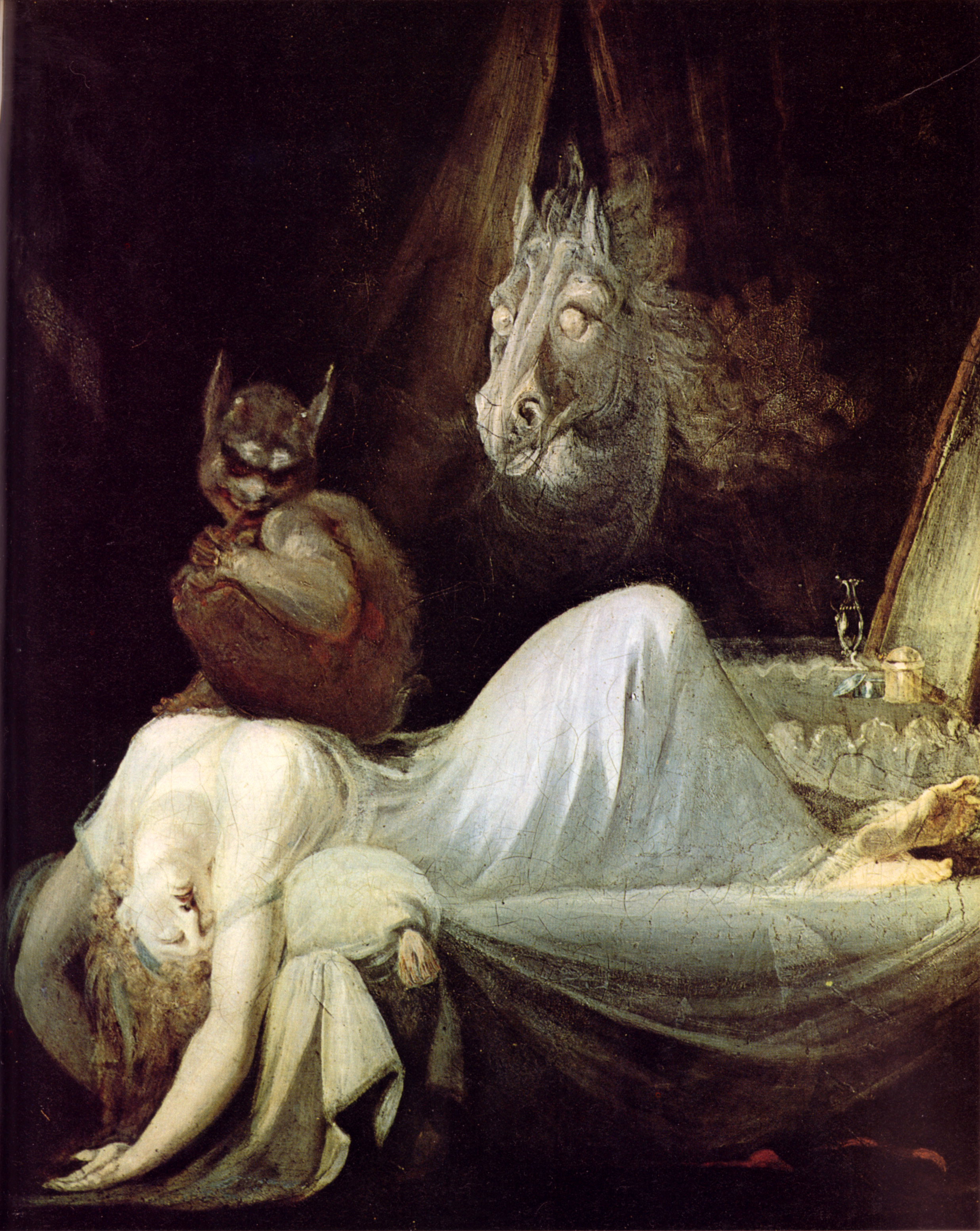
Генрі Фюзелі. Нічне жахіття (1781)
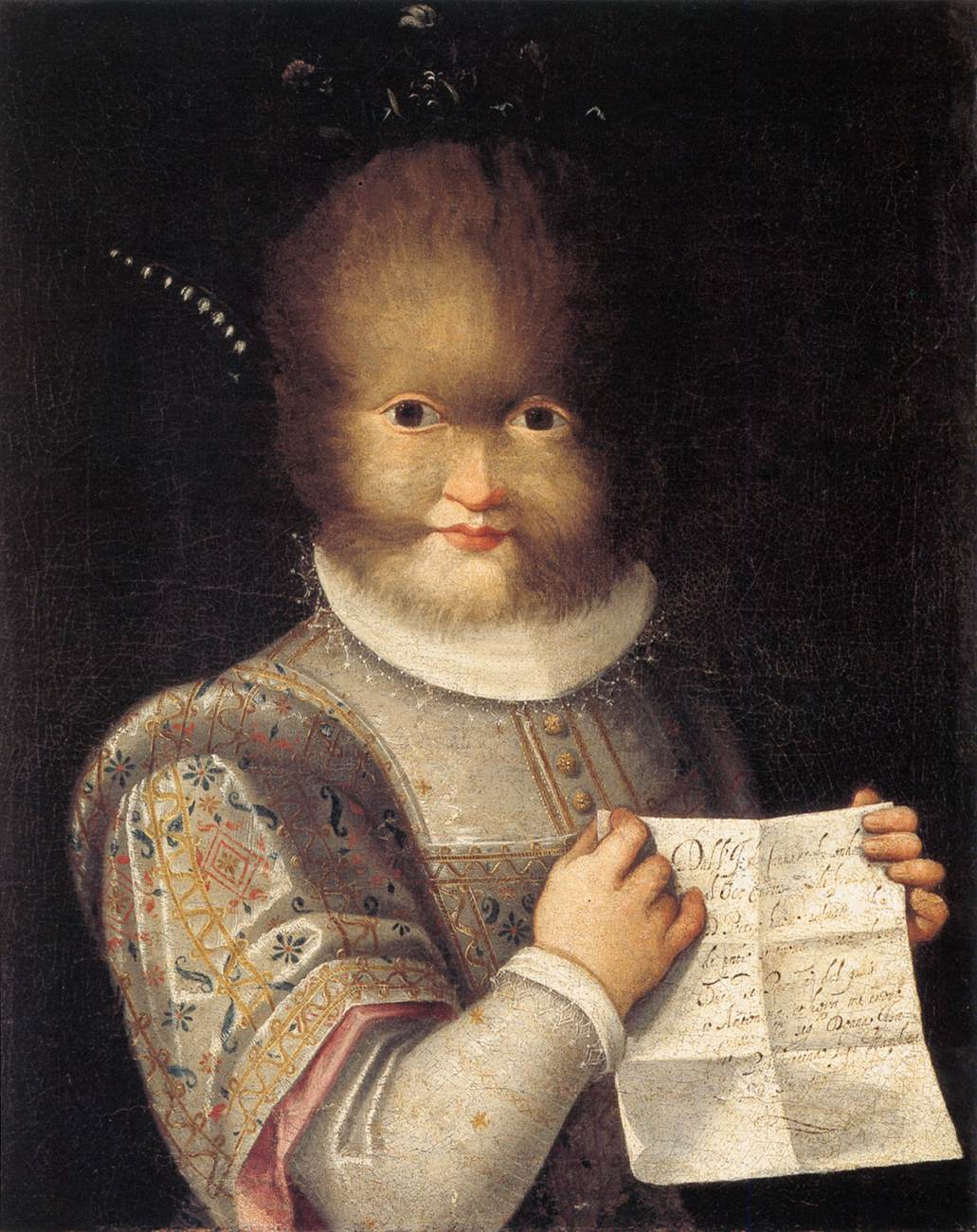
Лавінія Фонтана. Портрет Тогніни Гонсалвус (1583)
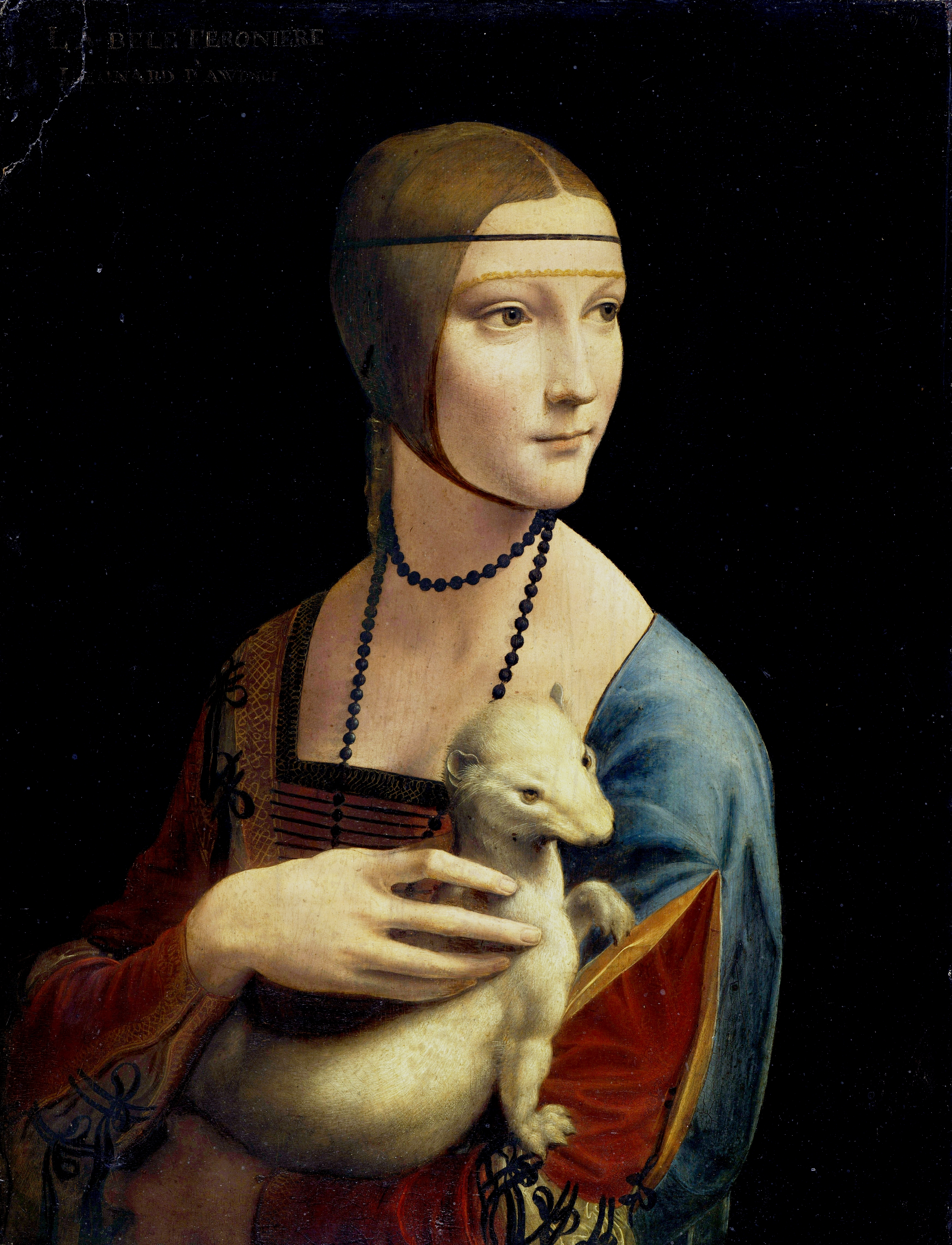
Леонардо да Вінчі. Пані з горностаєм (1490)
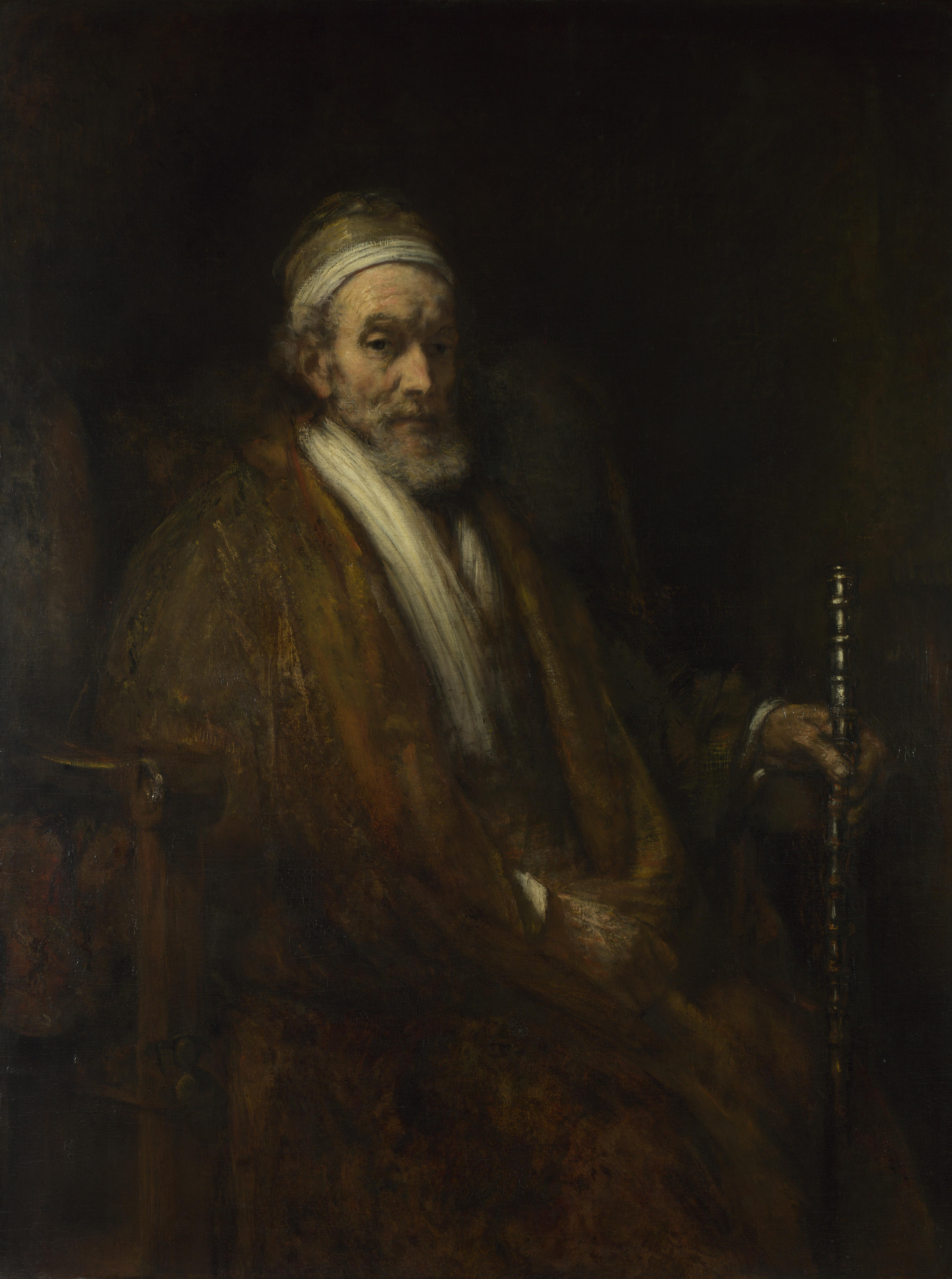
Рембрандт ван Рейн. Портрет Якоба Тріпа
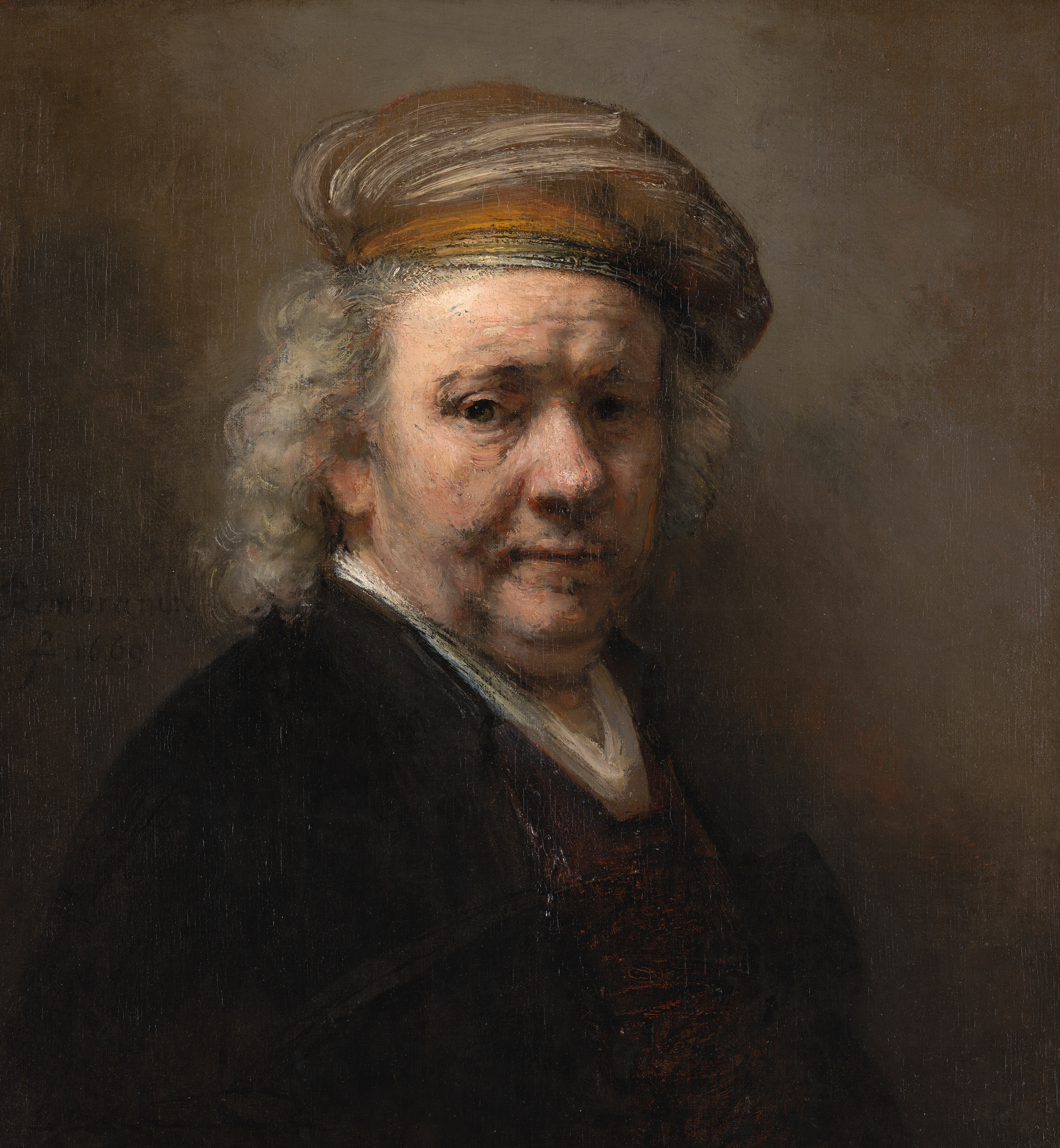
Рембрандт ван Рейн. Автопортрет (1669)
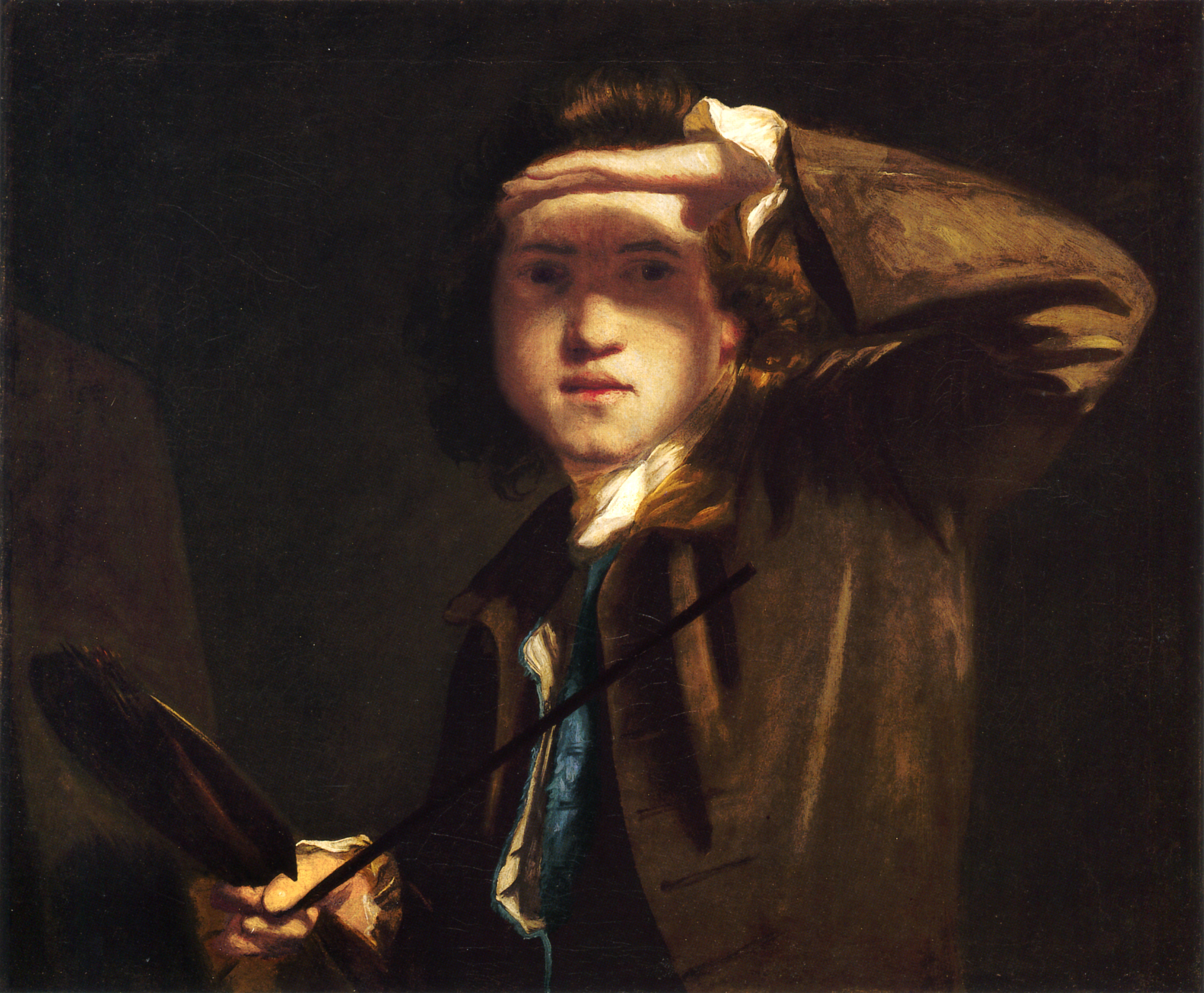
Сер Джошуа Рейнольдс. Автопортрет (1748)
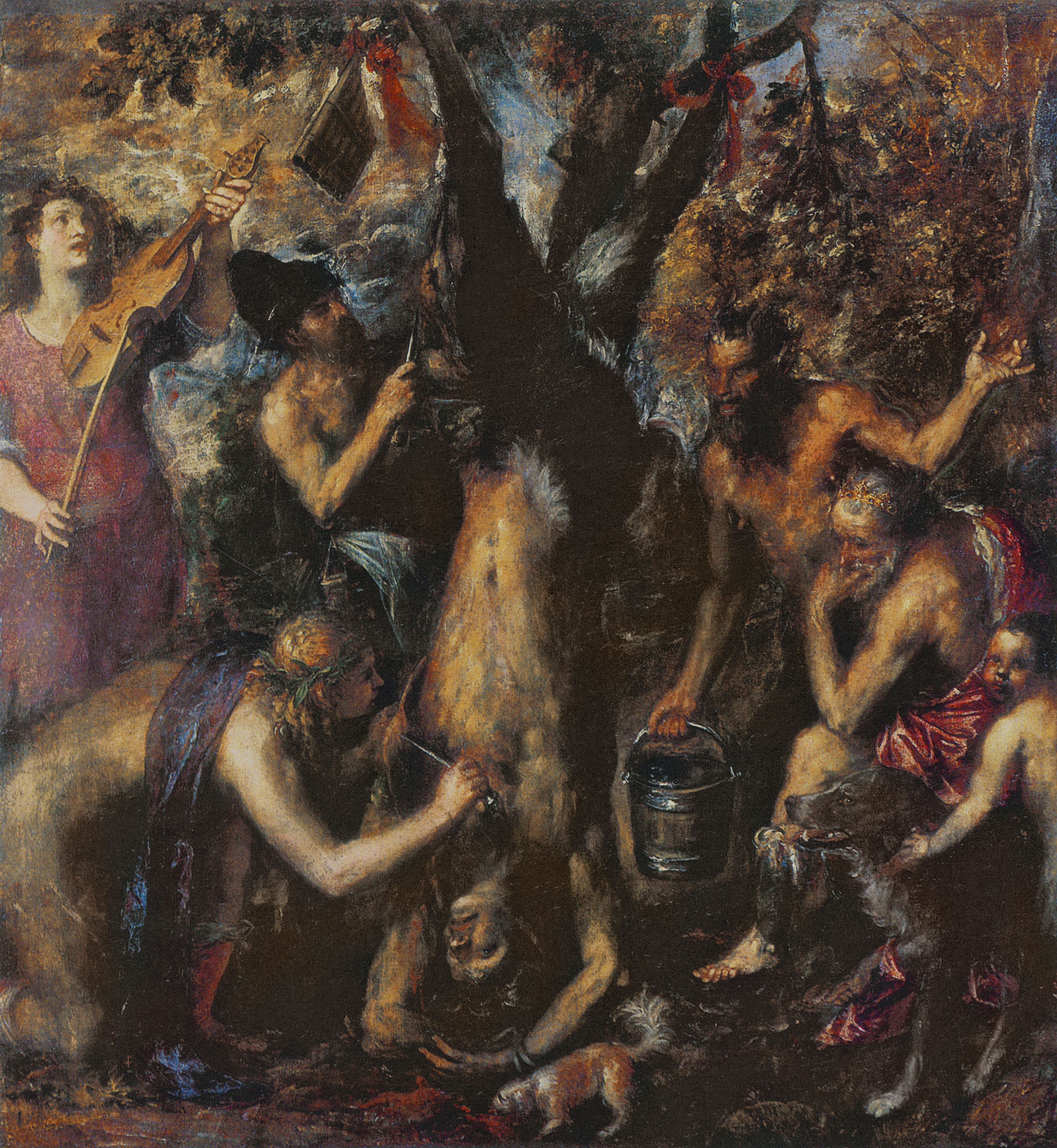
Тіціан. Здирання шкіри з Марсія (1570-ті)
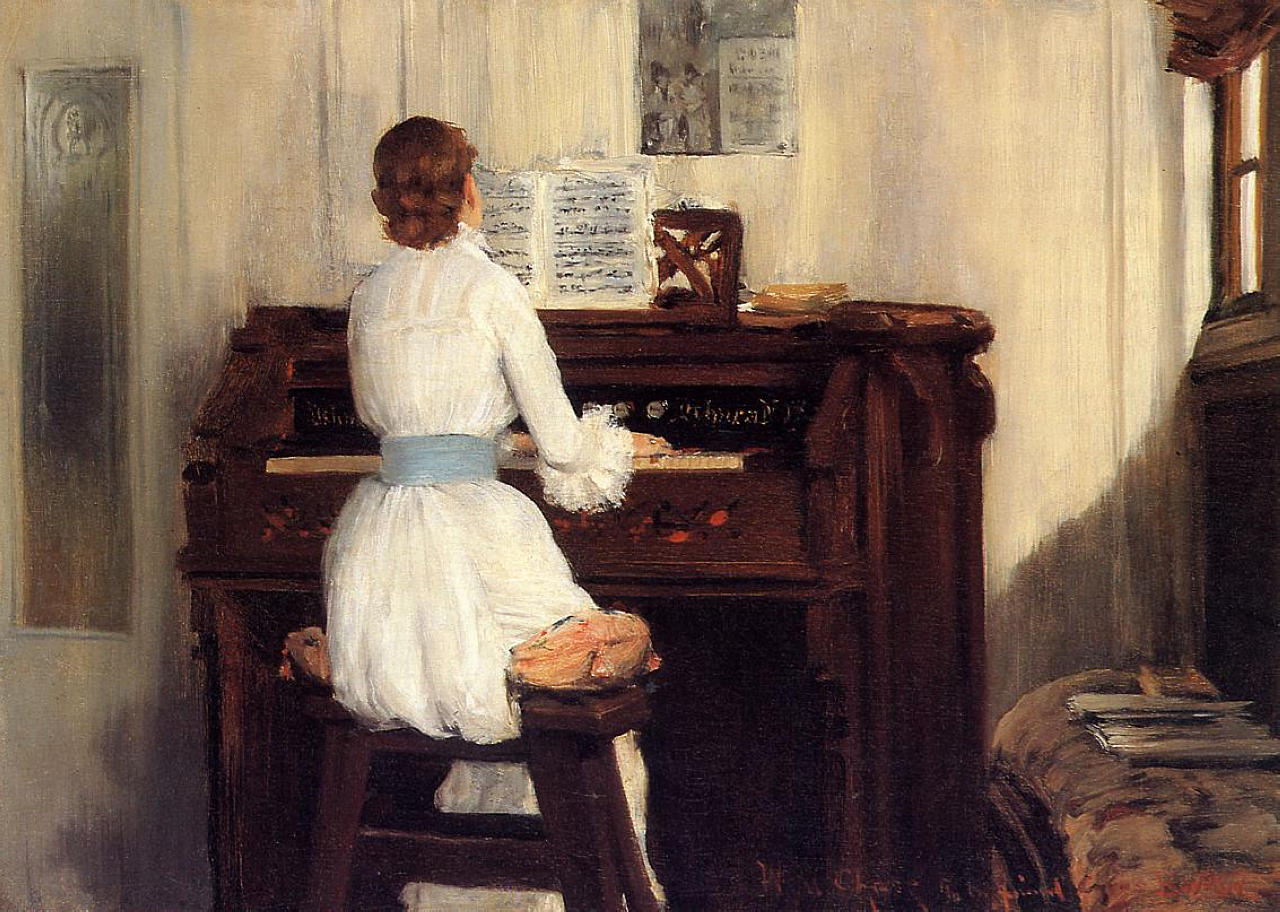
Вільям Мерріт Чейз. Місіс Мейгс грає на піаніно (1883)

## Розробка
Автори Layers of Fear надихалися PT - грою-тизером для скасованої відеоігри Silent Hills. Layers of Fear створена на рушії Unity.

## Відгуки
| Агрегатор    | Оцінка                                                 |
| ------------ | ------------------------------------------------------ |
| GameRankings | (PS4) 75.97% (XONE) 78.00% (PC) 72.00 (Switch) 80.55%  |
| Metacritic   | (PS4) 74/100 (XONE) 78/100 (PC) 72/100 (Switch) 80/100 |

| Видання        | Оцінка |
| -------------- | ------ |
| Destructoid    | 7/10   |
| Game Informer  | 5/10   |
| GameRevolution | [ 19 ] |

Layers of Fear отримала в основному позитивні відгуки. На сайті Metacritic середній бал гри на всіх платформах становить 76 балів.